# Néstor Vidrio
Néstor Vicente Vidrio Serrano (Jalisco, Guadalajara, 22 de março de 1989) é um futebolista mexicano que atua como zagueiro. Atualmente, joga pelo Chivas Guadalajara.

## Resumo da Carreira
Néstor Vidrio, ou "El Woody" como é conhecido, começou a carreira no Atlas, e teve a chance de atuar no time titular através do então técnico Miguel Ángel Brindisi. Vidrio ganhou o prêmio de Novato do Ano no Torneio Clausura 2008.
Em 2009 disputou o Campeonato sub-20 de seleções da CONCACAF, tendo sido capitão da Seleção Mexicana e disputado as 03 partidas da Fase de Grupos.
Em 7 de dezembro de 2011 se transferiu, por empréstimo, ao CF Pachuca.
Vidrio também foi chamado para a Seleção Olímpica Mexicana em 2012, ganhando a medalha de ouro.
No ano de 2013 se transferiu para o grande rival do Atlas, o Club Deportivo Guadalajara, onde joga atualmente, em troca do jogador Luis Ángel Morales. Com a camisa do Sagrado Rebaño disputou 04 partidas no Clausura 2.013 e 13 no Apertura 2.013.
Devido a sua versatilidade e qualidade técnica, Vidrio, além de jogar como zagueiro, pode jogar nas posições de volante defensivo e lateral direito.

## Títulos
- Jogos Olímpicos - Medalha de ouro: 2012